# Zane Waterman
Zane Haden Waterman (Winston-Salem, 12 ottobre 1995) è un cestista statunitense.

## Palmarès
- CEBL: 1

Hamilton Honey Badgers: 2022